# Kế hoạch B
Kế hoạch B (tiếng Hàn: 도망자 플랜 B; Romaja: Domangja Peullaen B) là một bộ phim hành động Hàn Quốc 2010 với sự tham gia của diễn viên Rain và Lee Na-young. Phim chiếu trên KBS2 từ 29 tháng 9 đến 8 tháng 12 vào mỗi thứ 4&5 lúc 21:55 gồm 20 tập.
Phim của đạo diễn Kwak Jung-hwan và được viết bởi Cheon Sung-il. Tại Việt Nam, phim từng được TVM Corp. mua bản quyền và phát sóng trên kênh HTV3.

## Phân vai
- Bi (Rain) vai Ji-woo
- Lee Na-young vai Jini
- Daniel Henney vai Kai
- Lee Jung-jin vai Do-soo
- Yoon Jin-seo vai Yoon So-ran

## Ratings
| Ngày       | Tập        | Toàn quốc | Seoul       |
| ---------- | ---------- | --------- | ----------- |
| 29-9-2010  | 01         | 21.7% (2) | 21.4% (2nd) |
| 30-9-2010  | 02         | 17.3% (4) | 17.2% (4)   |
| 6-10-2010  | 03         | 15.9% (3) | 16.1% (3)   |
| 7-10-2010  | 04         | 16.0% (3) | 16.6% (3)   |
| 13-10-2010 | 05         | 15.5% (2) | 16.0% (2)   |
| 14-10-2010 | 06         | 12.0% (6) | 12.2% (7)   |
| 20-10-2010 | 07         | 11.9% (8) | 12.5% (4)   |
| 21-10-2010 | 08         | 11.6% (9) | 12.3% (7)   |
| 27-10-2010 | 09         | 12.7% (6) | 13.3% (5)   |
| 28-10-2010 | 10         | 13.1% (8) | 13.5% (6)   |
| 3-11-2010  | 11         | 13.8% (3) | 13.9% (3)   |
| 4-11-2010  | 12         | 13.8% (4) | 14.6% (4)   |
| 10-11-2010 | 13         | 12.3% (7) | 12.4% (6)   |
| 11-11-2010 | 14         | 13.9% (4) | 14.2% (5)   |
| 17-11-2010 | 15         | 12.2% (6) | 12.3% (7)   |
| 18-11-2010 | 16         | 13.9% (6) | 14.2% (5)   |
| 24-11-2010 | 17         | 14.3% (4) | 15.3% (4)   |
| 1-12-2010  | 18         | 11.5% (6) | 11.7% (6)   |
| 2-12-2010  | 19         | 12.1% (7) | 12.5% (7)   |
| 7-12-2010  | 20         | 12.7% (6) | 12.7% (6)   |
| Trung bình | Trung bình | 13.9%     | 14.2%       |

Nguồn: TNS Media Korea